# Stureby
Stureby uttal (fil) är en stadsdel i Söderort inom Stockholms kommun. Området började bebyggas 1921, men kallades då Ersta Villastad. Efter protester byttes namnet 1926 till det konstruerade Stureby efter beslut i kommunfullmäktige 1925. Stadsdelen tillkom 1932. Stadsdelen gränsar till Östberga, Enskedefältet, Örby slott, Bandhagen och Svedmyra.
Stadsdelen omfattar 205 hektar, avståndet är 6 kilometer från Gustav Adolfs Torg och 3 kilometer från Skanstull.

## Namnet
Namnet Ersta Villastad orsakade protester från diakonissorna på Ersta Diakonissanstalt på Södermalm. Man var därför tvungen att byta namn. En herr Wall, som propagerat för namnet Ersta fast med stavningen Ärsta, hade under sin dragning i kommunfullmäktige nämnt att slaget vid Brännkyrka utspelat sig vid det som idag är sluttningen ned från Östberga mot Årstafältet. Sten Sture den yngre hade här drivit ut Kristian II. Namnberedningen sökte just historiska händelser och föreslog Stureborg, Sturestad och Stureby, och valde slutligen Stureby 1925. Andra förslag som varit på tal före Stureby var att uppkalla samhället efter torpen Bjule, Rothugget eller Tussmötet, namn som inte ansågs passande i slutändan.

## Historik
Markområdet där Stureby ligger hörde tidigare till Örby Säteri samt till Ersta gård och Östberga gård. Ersta gård låg norr om dagens bostadsområde Östbergahöjden. Till dessa gårdar hörde åtta torp som låg inom det som idag är Stureby; Bjule, Skotorp, Långåker, Ektorp och Bäcken som finns med på karta från 1689, Bandhagstorpet och Gökdalen framgår på karta från mitten av 1700-talet och på karta från 1846 syns Tussmötetorpet. Alla dessa torp är idag rivna. Tussmötetorpet revs 1937 för att ge plats åt biografen Corso som öppnade året efter, till en början under namnet Tusse-bio.

### Historiska bilder

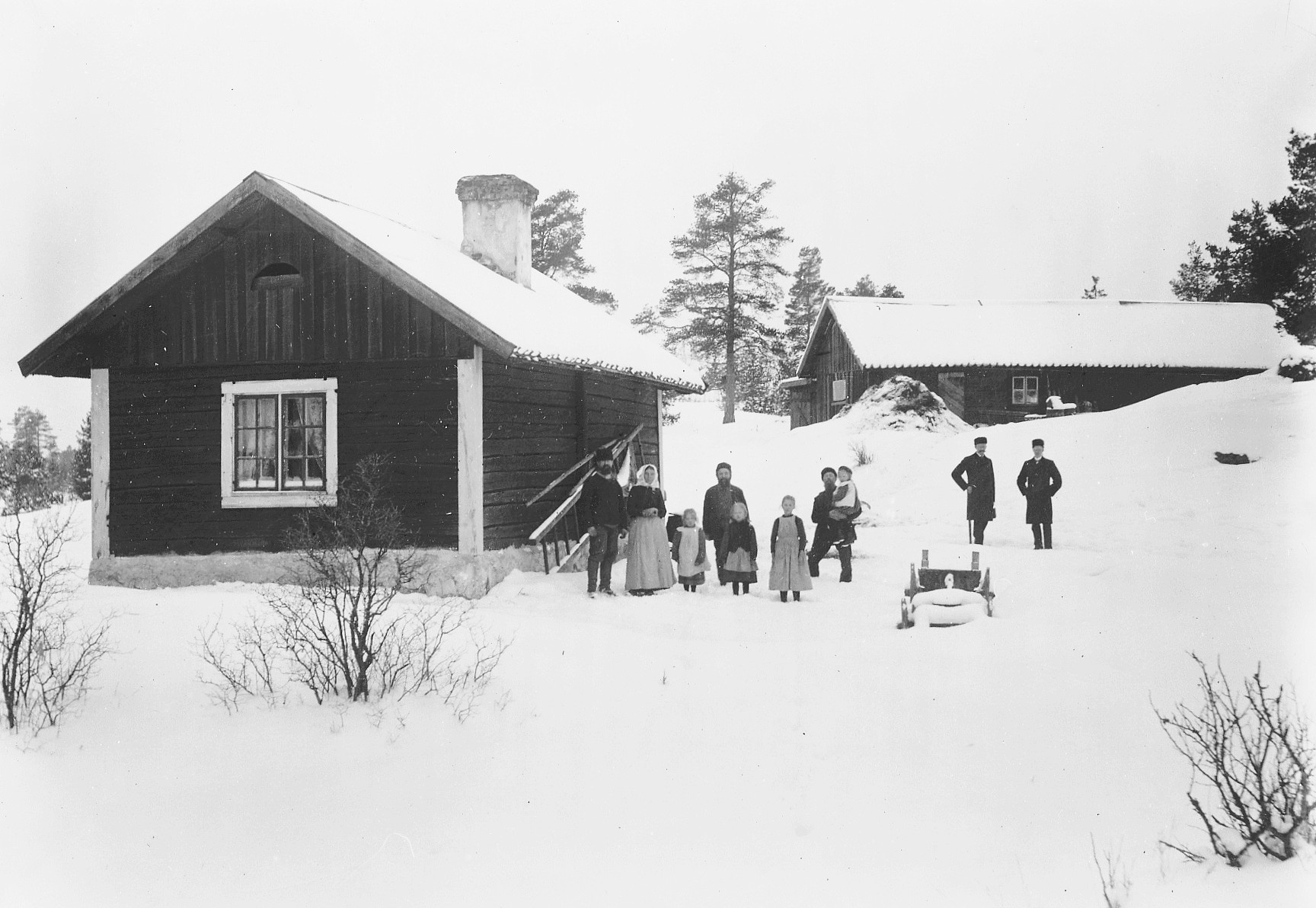
Tussmötetorpet med lada i början av 1900-talet.
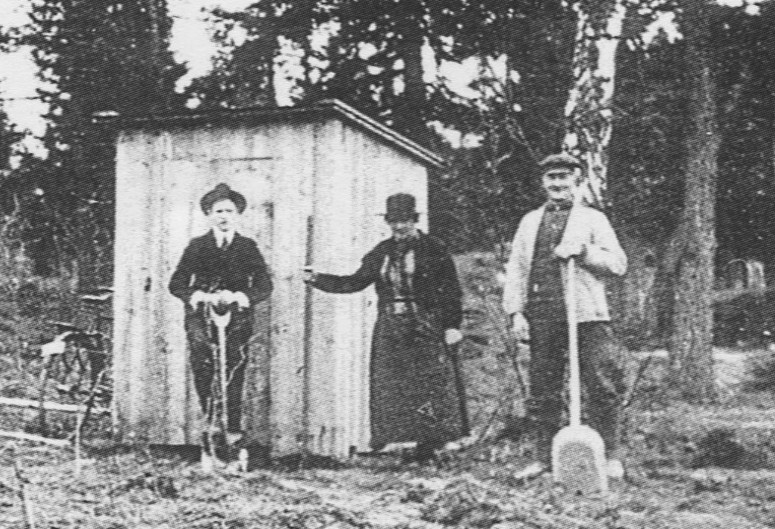
Första spadtaget i dåvarande Ersta Villastad, omkring 1920.
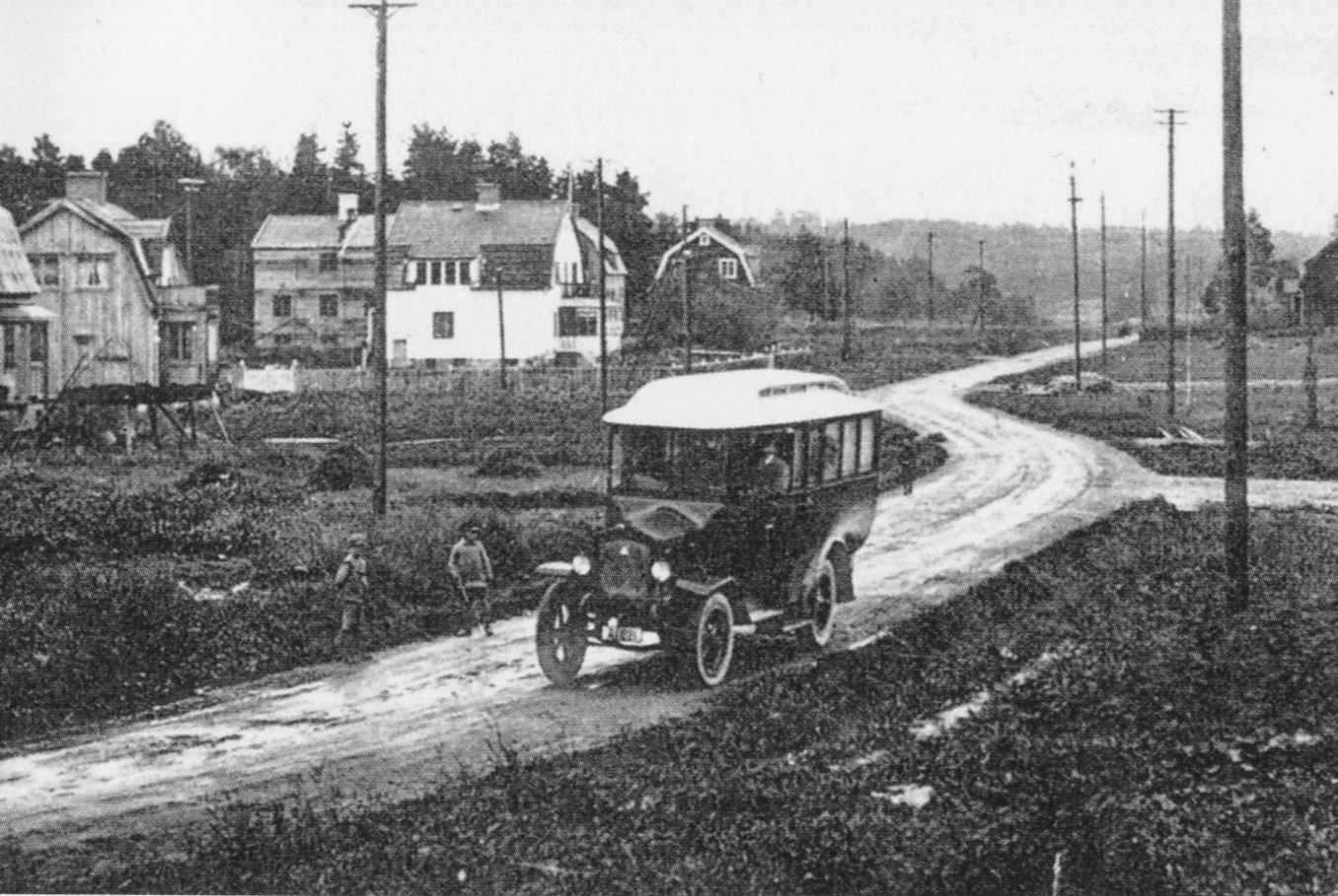
Privat buss på Tussmötevägen på 1920-talet.
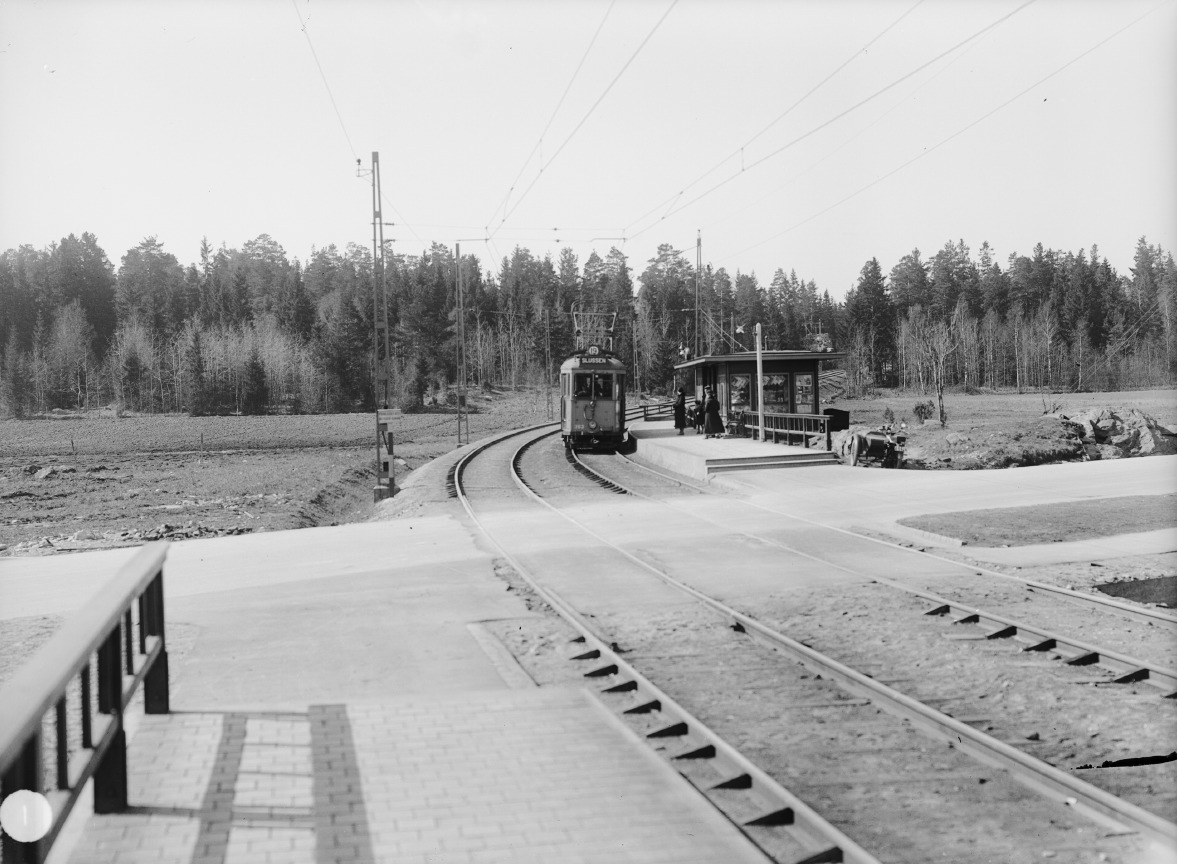
Spårvagn på Örbybanan vid station Svedmyran i Stureby, 1931.
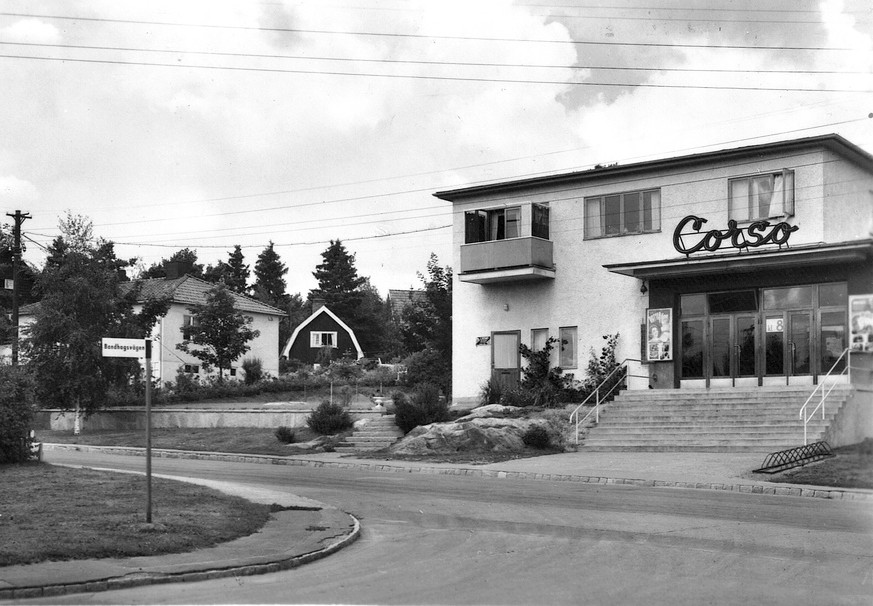
Biograf Corso, Tussmötevägen 224, på 1950-talet.

## Bebyggelsen

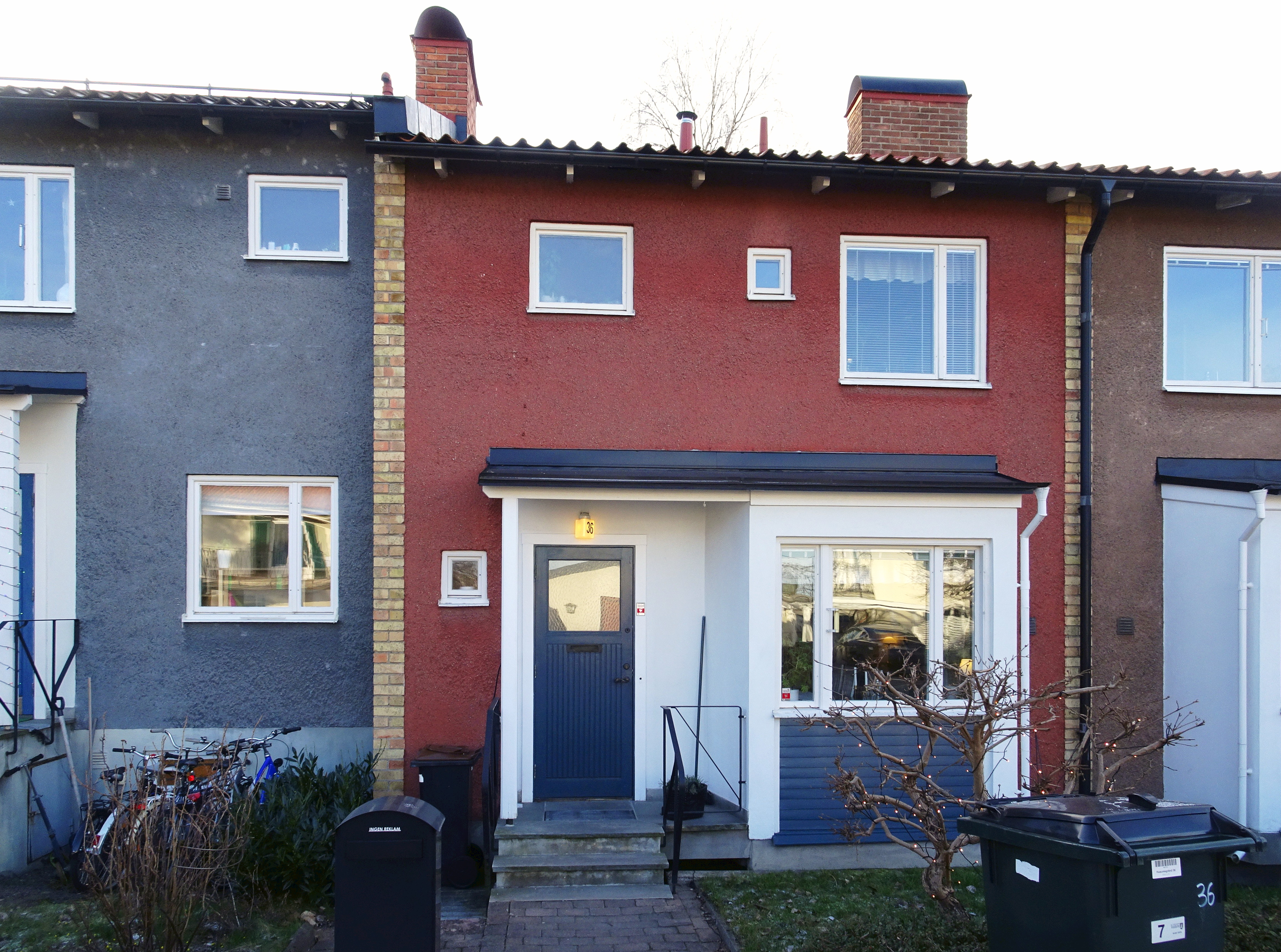
Vivstavarvsvägens radhusområde, arkitekt Erik F. Dahl (1950-1952).

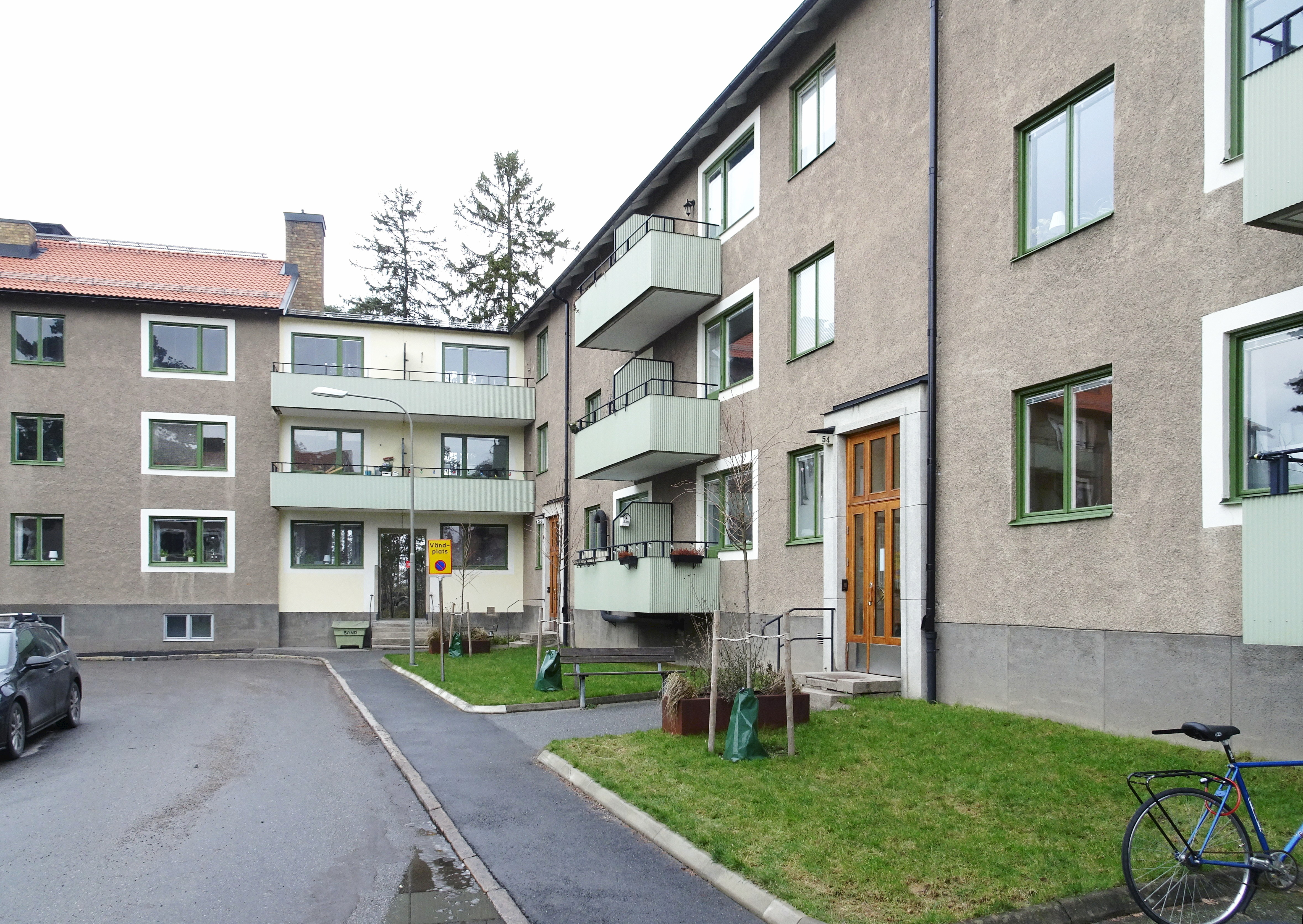
Kvarteret Träsliperiet, Östrandsvägen 58-60, arkitekt Björn Hedvall (1949-1953).

Sturebys bebyggelse består idag av både villor, radhus och flerfamiljshus. Villorna är från 1910-talet fram till idag med en majoritet från 1920-1960-talen. Flerfamiljshusen i form av hyresrätter tillkom främst på sent 1940-tal och tidigt 1950-tal och flera har idag ombildats till bostadsrätter. Radhusen kom till på 1960-talet med några nybyggda kedjehus under 2010-talet. Förtätning med ytterligare flerfamiljshus har gjorts på flera ställen, främst på 2010-talet. Enligt statistik från 2018 består Stureby av 1372 hyresrätter i olika form, 1551 bostadsrätter (varav 1444 stycken lägenheter/radhus) och 975 äganderätter, som exempelvis villor.
År 1907 förvärvade Fastighets AB Villahem mark från Ersta gård och längs den 1918 anlagda Tussmötevägen, uppkallad efter torpet med samma namn, och där restes de första villorna i självbyggeri av hantverkare för sig själva och sina familjer. Från och med 1923 trafikerades området av en privat busslinje från Tussmötevägen till Ringvägen på Södermalm vilket satte igång villabebyggelsen. 1930 ersattes bussen av spårvägslinje 19 mellan Slussen−Örby. År 1929 fastställdes en första stadsplan för Stureby, som berörde den östra delen av samhället. Planen omfattade 36 kvarter för villor med trädgård samt några få hyreshus. För södra Stureby fastställdes stadsplanen 1944 och flerfamiljshus, övervägande smalhus i rött tegel, började uppföras i större omfattning. Kvartersnamnen anknyter till begrepp från sågverk och pappersbruk som Timmerlasset, Barkspaden, Pappersbruket och Papperskvarnen. 
Tidigt 1950-talet tillkom fler hyreshus, exempelvis i kvarteret Farfarstäppan och Spikbrädan längs med Bastuhagsvägen och ritade av arkitekt Curt Strehlenert för HSB och Familjebostäder. Flerbostadshusen och radhuset runt Sturebyskolan är alla grönklassade av Stadsmuseet och anses ha högt kulturhistoriskt värde. I flera av husen i Farfarstäppan längs med Bastuhagsvägen, som förvaltas av Familjebostäder, har fönsterbyten utförts vilket resulterat i storleksmässigt mindre fönster än tidigare. Fastigheten Spikbrädan längs med samma gata som också tidigare tillhörde Familjebostäder är ombildad till bostadsrätter tidigt 2010-tal. Detta lamellhus i rött tegel har kvar sina för 1950-talet stora originalfönster men badrumsfönstren är utbytta. Även balkongerna är utbyggda, balkongräckena är dock helt utbytta vilket påverkar byggnadens utseende negativt. Vivstavarvsvägens radhusområde i kvarteren Silkesmassan, Blekeriet och Rispapperet vid Vivstavarvsvägen respektive Husumsgränd tillkom på tidigt 1950-tal. Radhusområdet är ett typiskt exempel för efterkrigstidens folkhemsarkitektur som präglades av omsorgsfull gestaltad arkitektur ofta med mustig färgsättning, inhemska material och hög hantverkskvalitet. De är ritade av arkitekt Erik F. Dahl och blåmärkta av Stadsmuseet i Stockholm, vilket innebär att det representerar "synnerligen höga kulturhistoriska värden". Vivstavarvsvägens radhus representerar den enda blåmärkta bebyggelsen i Stureby. I sydvästra Stureby finns ytterligare ett radhusområde beläget vid Långåkersvägen som uppfördes 1964-1970 efter ritningar av arkitekt Immanuel Häusler. 
Vid Vivstavarvsvägen 149-165/Östrandsvägen 52-80 märks ett område med flerbostadshus uppförda 1949–1953 av byggmästaren Viktor Hanson efter ritningar av Björn Hedvall. Det rör sig om trevånings lamellhus i kvarteren Träsliperiet och Träfiberplattan som bevarar sin ursprungliga karaktär.

### Parker
I slutet av 1930-talet var Stureby ett väl utbyggt villasamhälle. Mitt i området ligger ett högt skogsparti. Här anlades Vivstavarvsparken med lekplats och plaskdamm och ursprungligen även en dansbana. Ytterligare en park planerades i Sturebys norra del, Tussmöteparken, som avsattes för idrottsändamål samt parkmark. Här ligger idag Stureby bollplan och flera förskolor. Sturebys största park heter Sturebyhöjden belägen mellan Bjulevägen och Sågverksgatan i stadsdelens nordvästra hörn. I parken finns Sturebys högsta naturliga punkt med 51 meter över havet.

### Gammelbyn och vårdhemmet

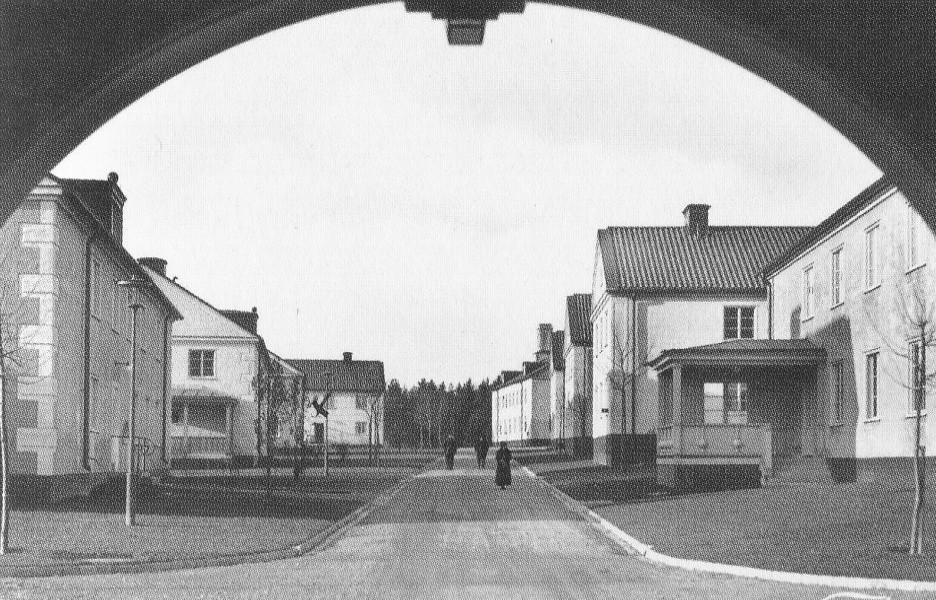
Gammelbyn, 1930-tal.

Ålderdomshemmet Gammelbyn (från början Gamlebo) vid norra sidan av Tussmötevägen uppfördes efter ett anslag av Stadsfullmäktige 1923 till minne av Stockholms stadshusets invigning och stod färdigt 1930. Gammelbyn innebar ett nytänkande gällande åldringsvård i Sverige. Istället för stora kasernliknande anläggningar blev Gammelbyns bebyggelse uppdelat i tio tvåvåningshus omgivna av grönska. 1990 byggdes ålderdomshemmet om till bostadsrättslägenheter. 
Mittemot Gammelbyn uppfördes Stureby vårdhem som togs i bruk 1935. Båda anläggningar ritades av arkitekt Theodor Kellgren och båda nås genom en låg portalbyggnad som skiljer sig från övrig arkitektur. Portalbyggnaden är utförd i trä med klassicistiska detaljer. Hemmet består av tolv byggnader för bland annat vård, kök, bageri, restaurang, apotek och daghem. Som mest vårdades här över 700 patienter samtidigt. Ålderdomshemmet och vårdhemmet var traktens största arbetsgivare. När Stockholms läns landsting tog över 1971 ändrades namnet till Stureby sjukhem. År 2004 förvärvades sjukhemmet av Micasa Fastigheter.
Enligt Stadsmuseet representerar institutionsområdet på båda sidor om Tussmötevägen med Gammelbyns ålderdomshem och Stureby sjukhem en kulturhistoriskt värdefull bebyggelse och ett gott exempel på institutionsbyggandet från denna tid.

### Bilder, Gammelbyn och vårdhemmet

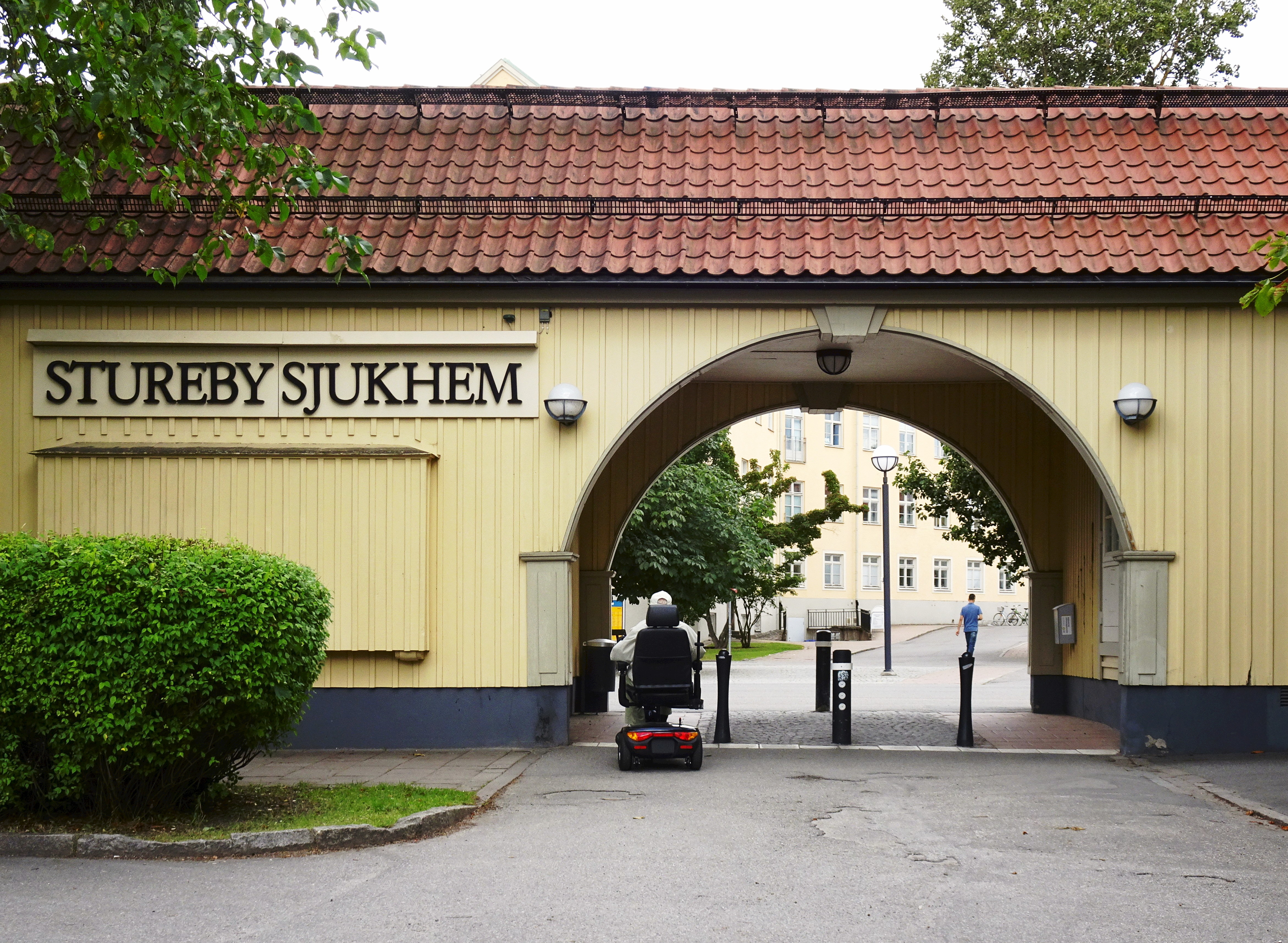
Stureby sjukhem, portalbyggnad, 2016.
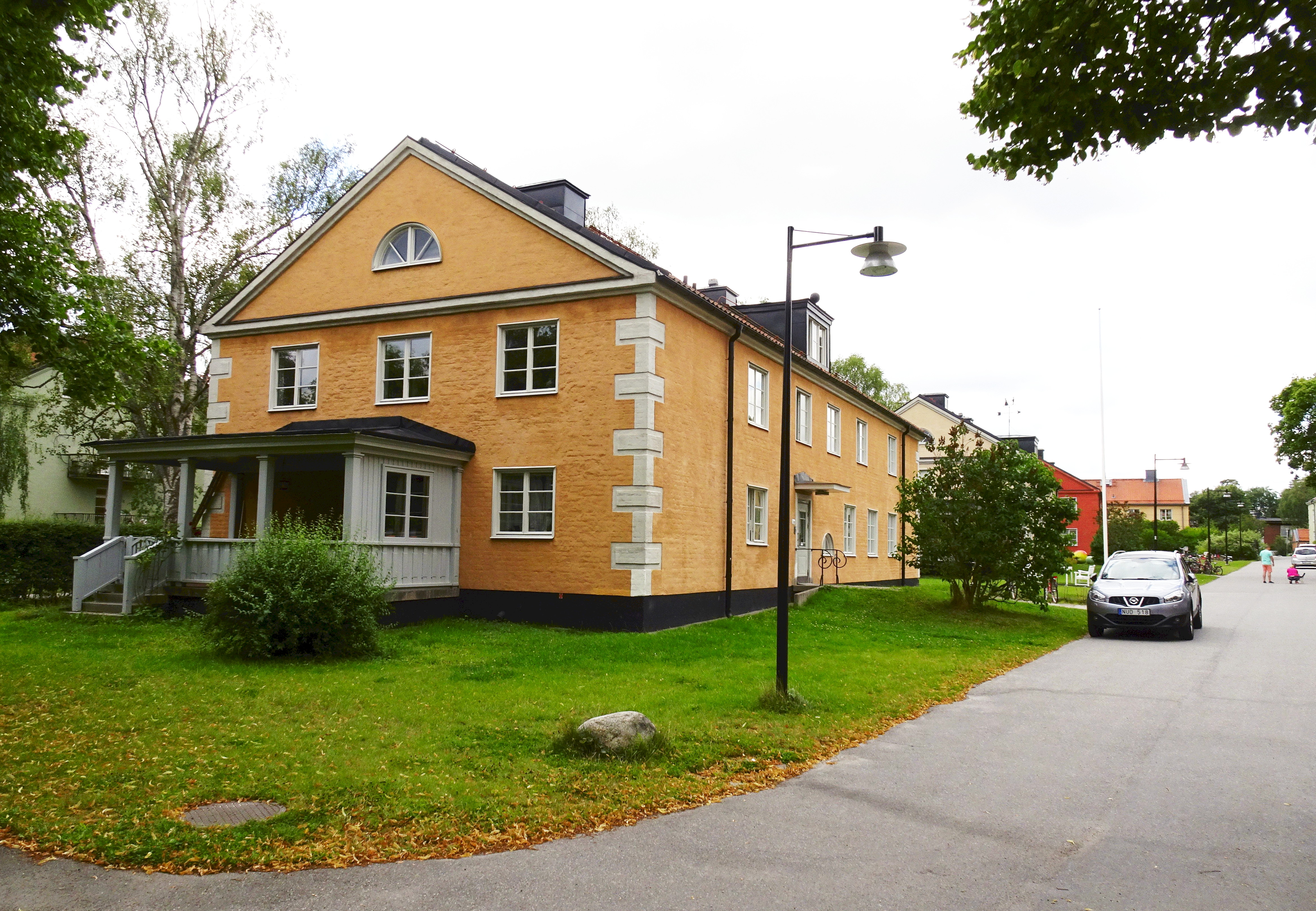
Gammelbyn, 2016.
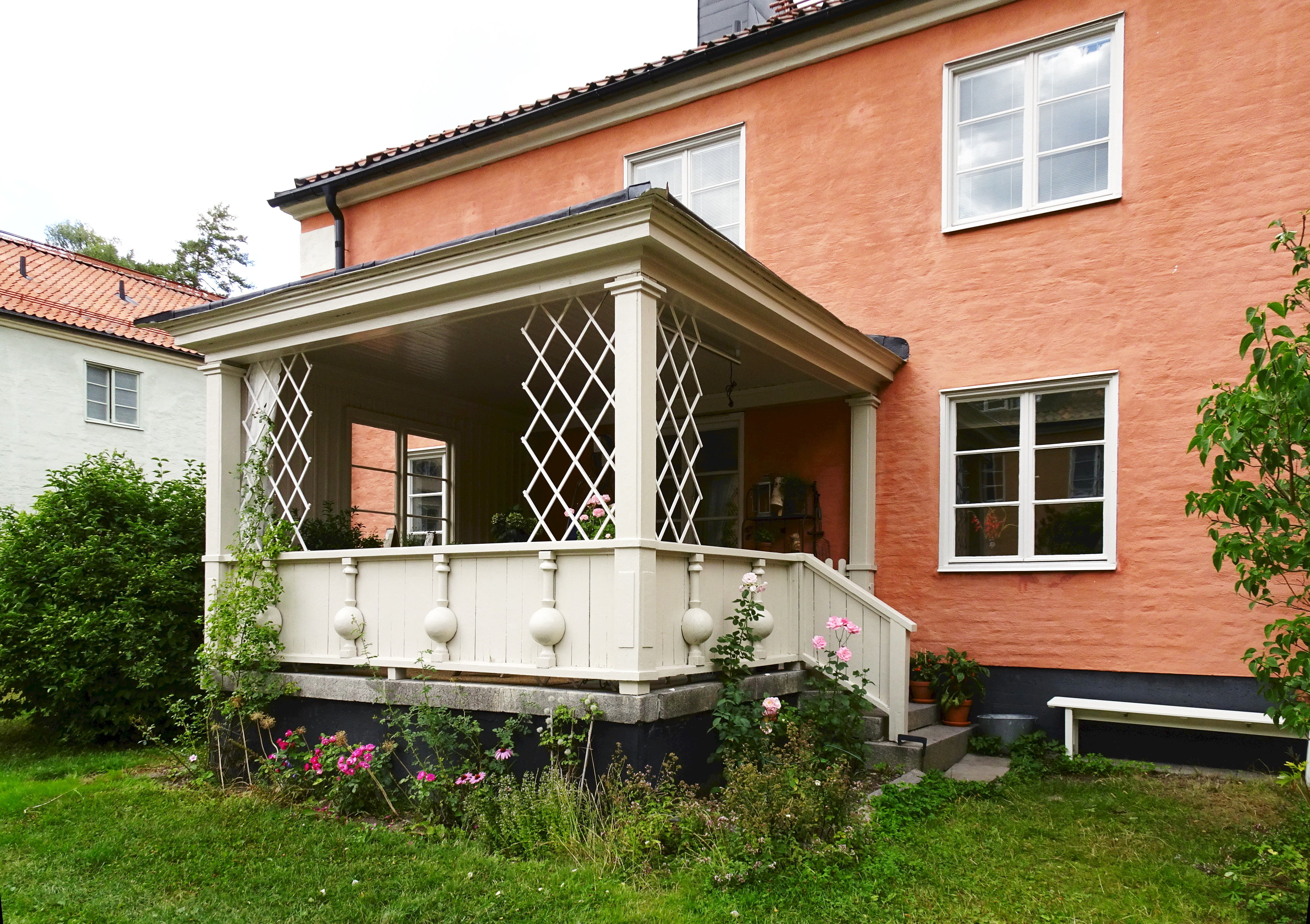
Gammelbyn, 2016.
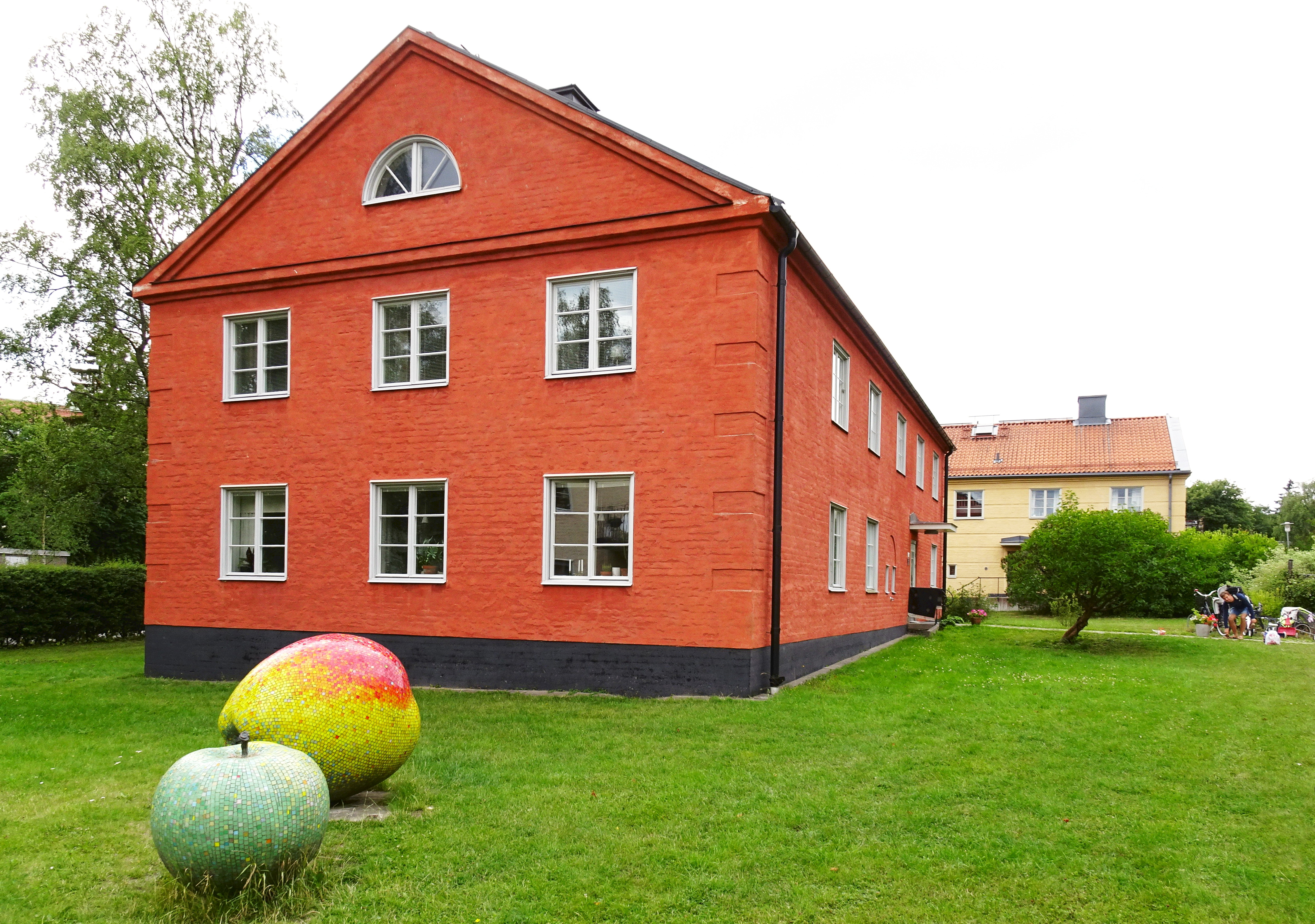
Gammelbyn med  Ann-Charlott Fornheds "Mosaikäpplen".
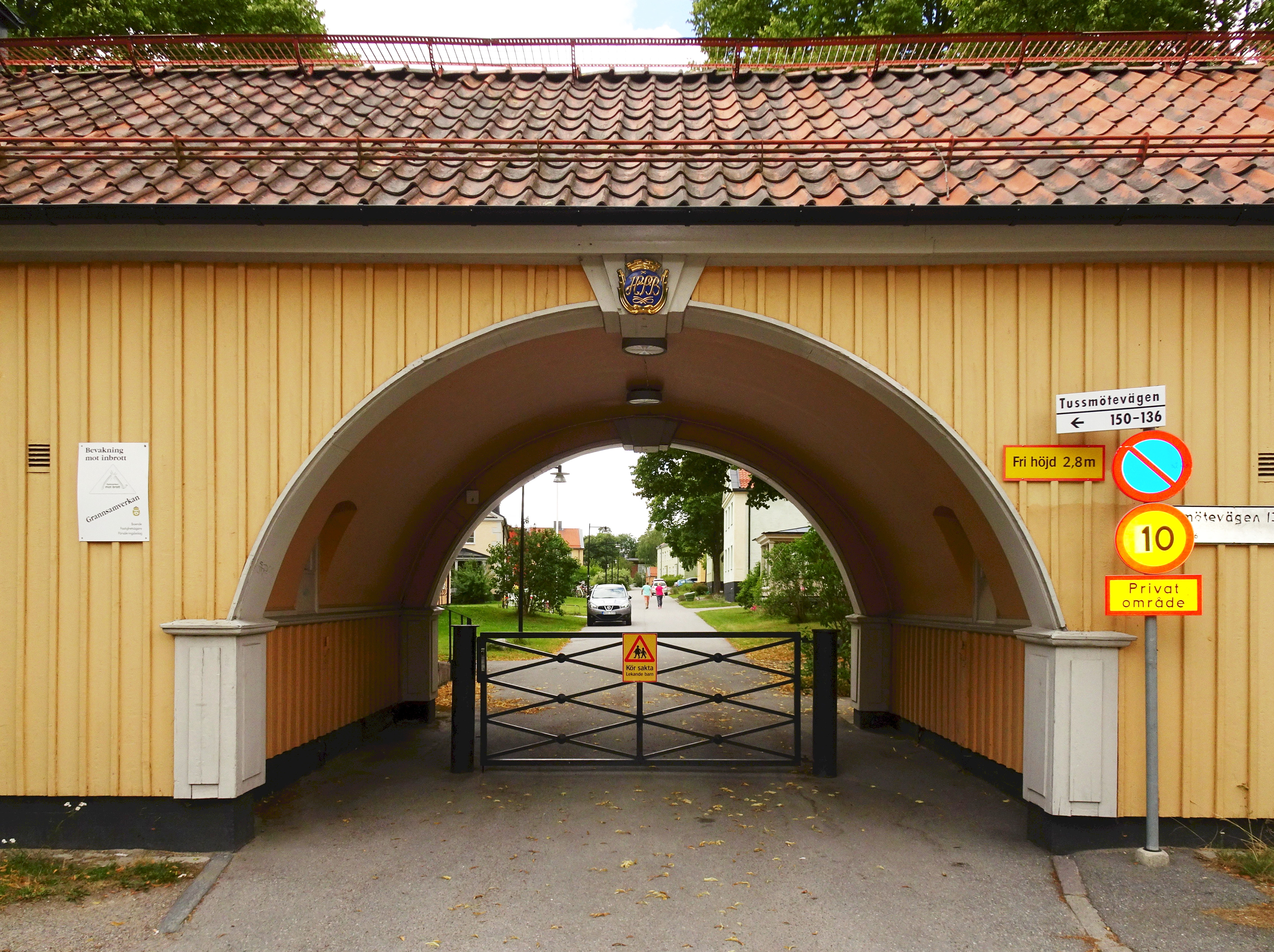
Gammelbyn, portalbyggnad, 2016.

## Dagens Stureby
Idag förfogar Stureby över två tunnelbanestationer: Stureby och Svedmyra, båda invigda i september 1951. Några större centrumanläggningar finns inte, ett mindre butikscentrum ligger vid Svedmyras tunnelbanestation. Närmaste kommersiella centra är Globen Shopping och Högdalens centrum.
Den svenske barnboksförfattaren Ulf Stark är uppvuxen på Skönviksvägen i 1950-talets Stureby där några av hans böcker utspelar sig, bland annat Min vän shejken i Stureby (1994) och Inget trams eller Farväl Stureby (1997).
Den lokala idrottsföreningen Stureby Sportklubb har fotboll på programmet, där man spelar med herrlaget i division 4. En ishockeysektion har också funnits, som vid Johanneshovs Isstadions invigning 1955 var ett av de ursprungliga hemmalagen där. En bowlingsektion finns sedan 1940-talet men har brutits ut ur moderklubben 1970. 
Sturebyskolan ligger vid Bastuhagsvägen 20 och är med drygt 1 100 elever den största skolan i området. Skolan uppfördes under 1950-talet efter ritningar av arkitekt Paul Hedqvist. Därefter tillkom flera byggnader. År 2000 utfördes en större renovering och modernisering. Skolan är kommunägd och erbjuder årskurser från förskola till 9:an. Sturebyskolan fick kvalitetsutmärkelsen "Stockholms bästa skola" 2015.

## Demografi
År 2017 hade stadsdelen cirka 8 200 invånare, varav cirka 20,7 procent med utländsk bakgrund.

## Nutida bilder

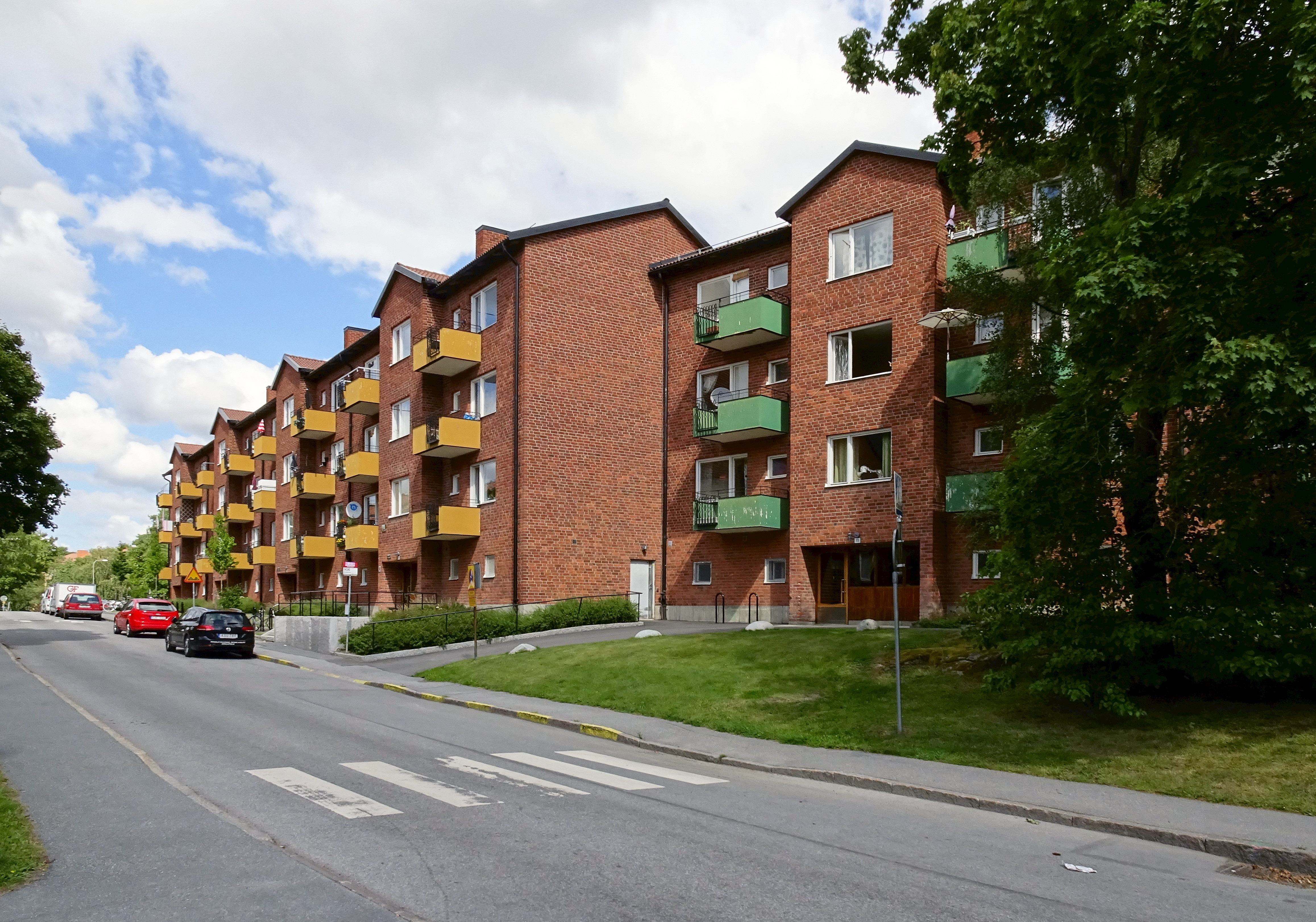
Hyreshus vid Bastuhagsvägen från 1952, arkitekt Curt Strehlenert.
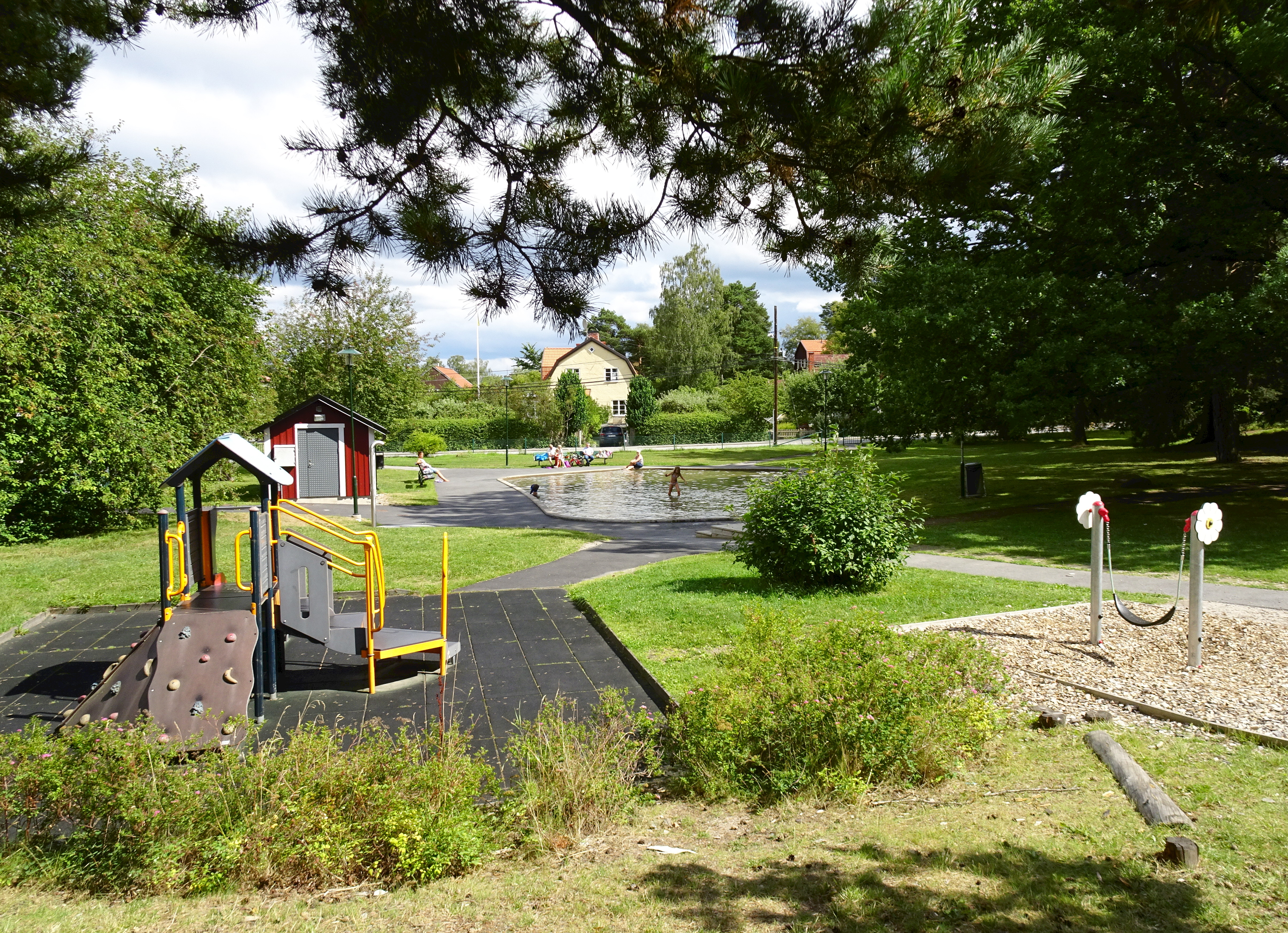
Vivstavarvsparken i Stureby.
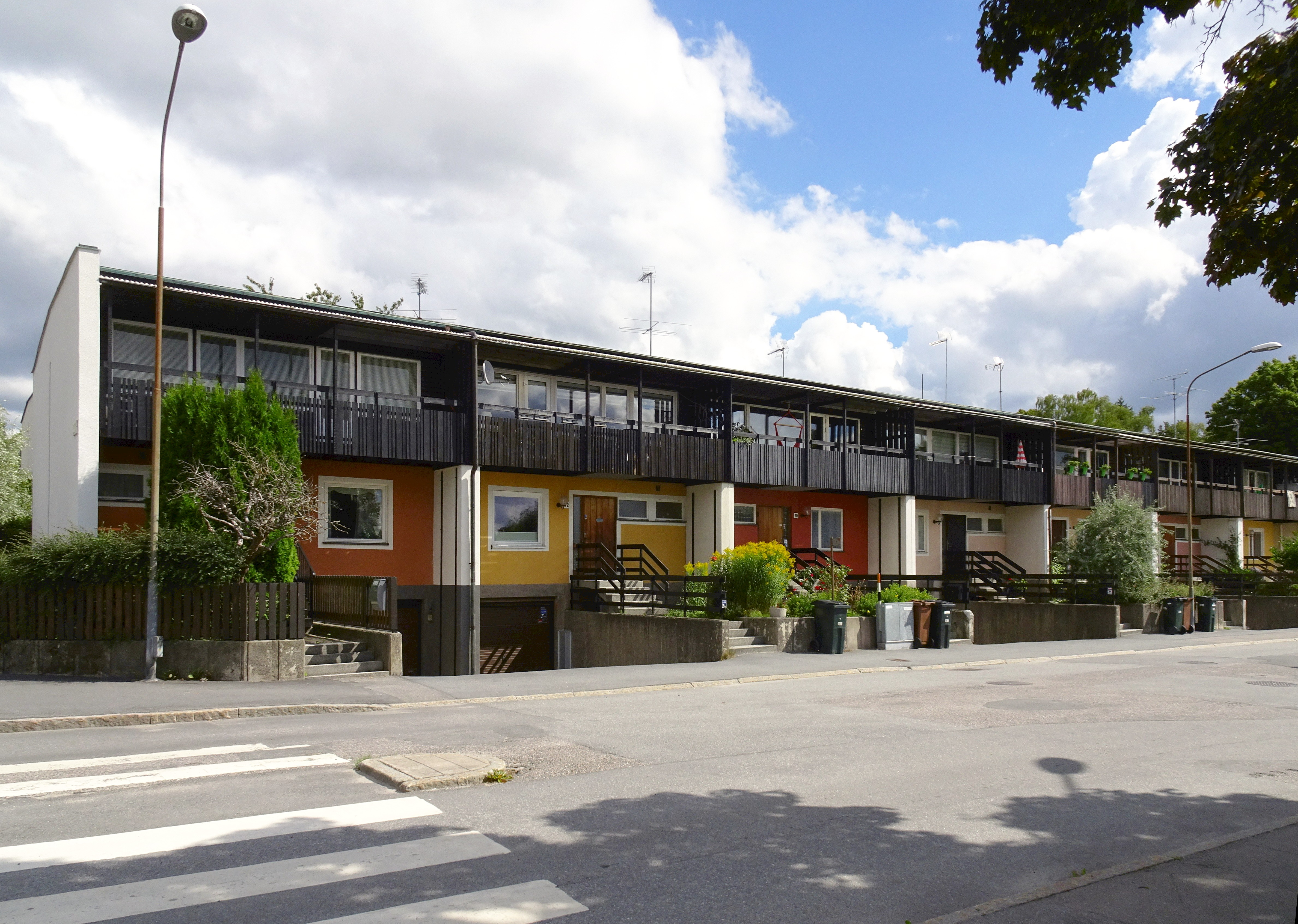
Radhus vid Långåkersvägen från 1960-talet, arkitekt Immanuel Häusler.
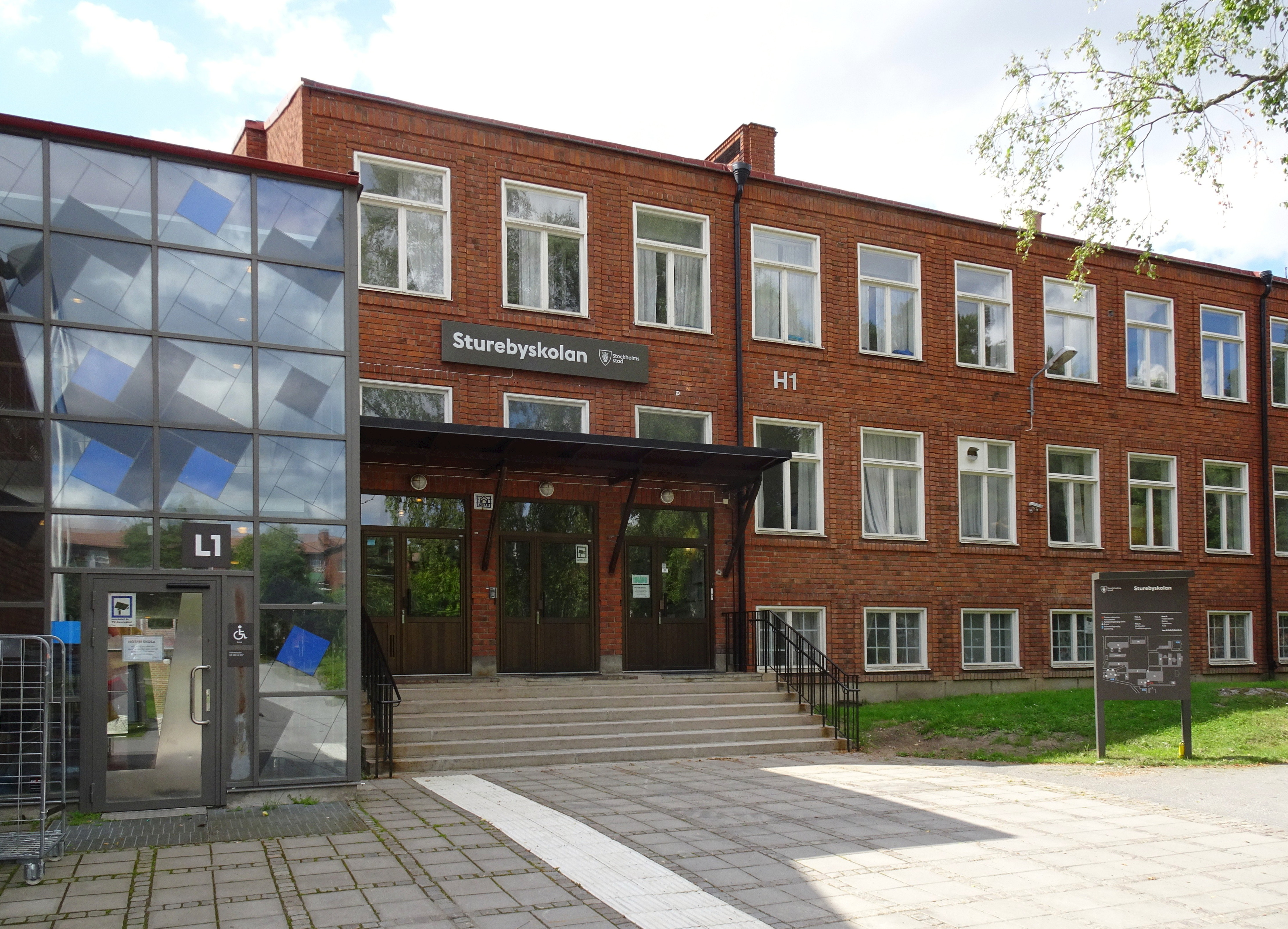
Sturebyskolan, 2016.
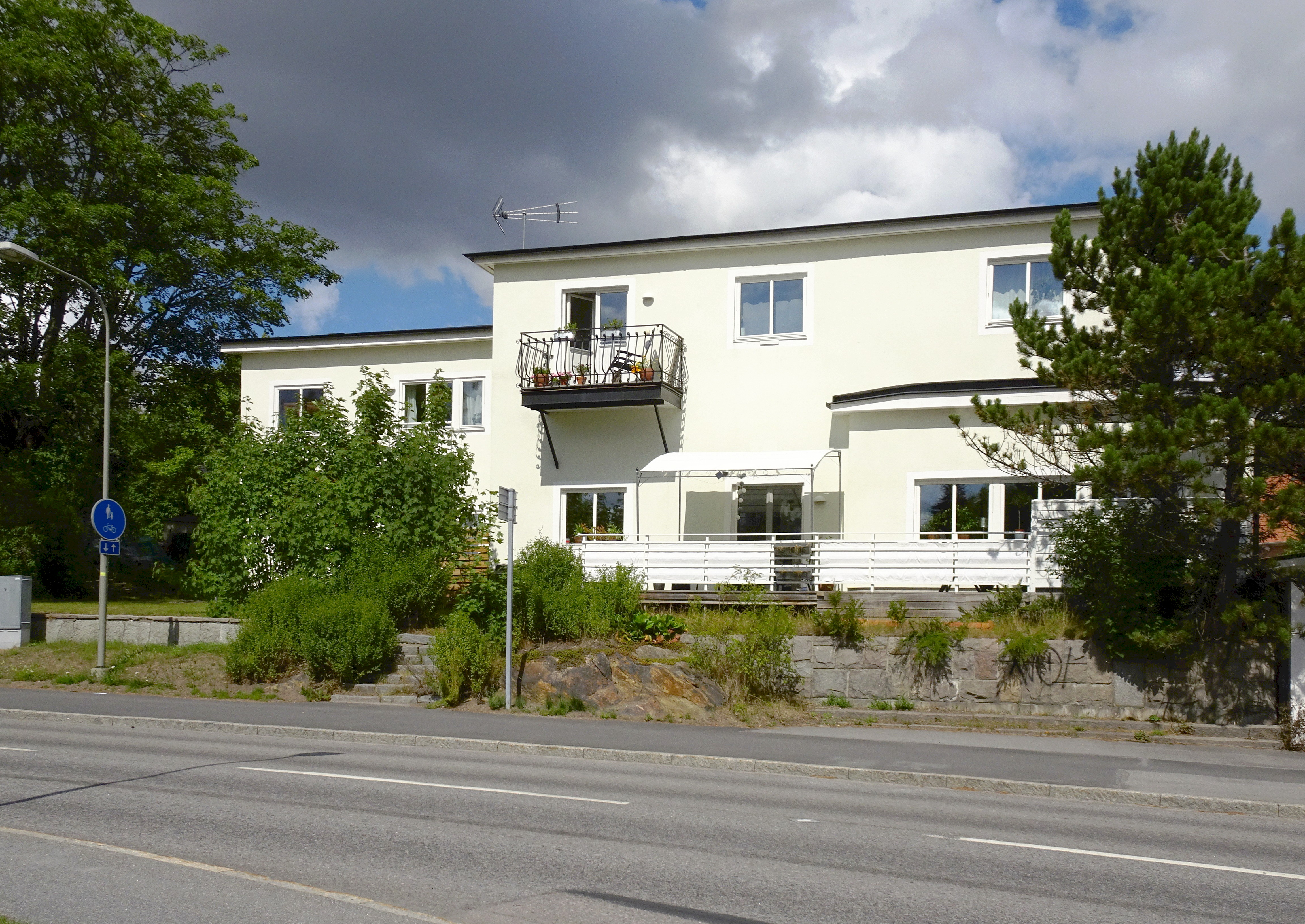
F.d. Biograf Corso, Tussmötevägen 224, augusti 2016.